# كلاركسون إف. كروسبي
كلاركسون إف. كروسبي هو سياسي أمريكي، ولد في 3 نوفمبر 1817، وتوفي في 22 فبراير 1858 في نيويورك في الولايات المتحدة. نشط حزبياً في حزب اليمين. وقد انتخب عضو جمعية ولاية نيويورك ‏ وانتخب عضو مجلس ولاية نيويورك ‏.